# 氷川神社 (品川区)
氷川神社（ひかわじんじゃ）は、東京都品川区西五反田にある神社。桐ヶ谷氷川神社（きろがやひかわじんじゃ）とも。

## 由緒
当神社の由緒は不明であるが、新編武蔵風土記には元禄時代には既にあったことが記録されている。桐ヶ谷村(当地の旧名)が開拓された江戸期初期の建立と推定されている。明治41年(1908年)に桐ヶ谷村内にあった八幡神社、諏訪神社、第六天神社を合祀した。現在の社殿は昭和13年(1938年)に造営されたもの。

### 氷川の滝
この付近は武蔵野台地の末端にあたり、湧き水が多くあった。そのような中で氷川神社本殿の右崖に「氷川の滝」があった、これは、都内七瀑布のひとつであり、嘉永4年頃(1851年)に村民が僅かに湧き出ていた泉を大きく開いて作ったものである。遠方からの人出もあったそうだが、滝は現在は廃れ、その名残りのわずかな湧水を見られるに留まっている。

## 境内社
- 忍田稲荷大明神

保延3年に京都稲荷山より忍田稲荷大明神を芝にある袖ヶ崎神社に勧請したものと伝わっている。明治41年9月桐ヶ谷村の八幡神社、諏訪神社、第六天神社の御祭神を氷川神社に合祀さるその折、袖ヶ崎神社の忍田稲荷大神を当神社の末社として勧請した。

## アクセス
- 山手線・都営浅草線・東急池上線・五反田駅より徒歩10分
- 東急目黒線・不動前駅より徒歩2分
- 拝観は無料。

## 参考資料
- 猫の足あと